# Ischnopteris
Ischnopteris is een geslacht van vlinders van de familie spanners (Geometridae), uit de onderfamilie Ennominae.

## Soorten
- I. abnormipalpis Warren, 1904
- I. albiguttata Warren, 1904
- I. apicemaculata Dognin, 1923
- I. aurudaria Schaus, 1901
- I. bifinita Walker, 1862
- I. brunneoviridis Warren, 1905
- I. bryifera Felder, 1875
- I. callistrepta Prout, 1928
- I. catocalata Guenée, 1858
- I. costiplaga Dognin, 1911
- I. chlorata Hübner, 1823
- I. chloroclystata Guenée, 1858
- I. chlorophaearia Walker, 1860
- I. choritis Prout, 1929
- I. chryses Druce, 1893
- I. degener Warren, 1905
- I. discolor Warren, 1904
- I. fabiana Stoll, 1782
- I. festa Dognin, 1912
- I. festiva Warren, 1904
- I. fidelis Warren, 1904
- I. illineata Warren, 1909
- I. marmorata Dognin, 1913
- I. mediosecta Warren, 1909
- I. miseliata Guenée, 1858
- I. multistrigata Warren, 1909

- I. obfuscata Warren, 1909
- I. obsoleta Rindge, 1983
- I. obtortionis Prout, 1928
- I. ochroprosthia Prout, 1929
- I. pallidicosta Schaus
- I. prognata Dognin, 1923
- I. pronubata Felder, 1874
- I. rostellaria Felder, 1874
- I. seriei Giacomelli, 1911
- I. speculifera Bastelberger, 1908
- I. stenoptila Warren, 1907
- I. variegata Schaus
- I. viriosa Dognin, 1904
- I. xylinata Guenée, 1858